# Alto Ventuari
Pour les articles homonymes, voir Ventuari.
Alto Ventuari est l'une des trois paroisses civiles de la municipalité de Manapiare dans l'État d'Amazonas au Venezuela. Sa capitale est Cacurí.

## Localités
- Anacadiña
- Arautaña
- Cabadisocaña
- Cacurí
- Cajiaruña
- Castaña
- Chirijuña
- El Oso
- Rajuña
- Tapara
- Tauañuña
- Uasaña
- Uitaña